# Stefan Kowalski
Stefan Jan Kowalski (ur. 2 września 1945 w Szadku, zm. 27 kwietnia 2022 w Poznaniu) – polski profesor nauk technicznych, inżynier-chemik, mechanik.

## Życiorys
Doktoryzował się w 1975 roku, habilitację uzyskał pięć lat później. Tytuł profesora nadano mu w 1992 roku.
Członek korespondent Polskiej Akademii Nauk od 2013 roku. Pracownik naukowy Instytutu Podstawowych Problemów Techniki PAN, wykładowca na Wydziale Technologii Chemicznej Politechniki Poznańskiej.
Pochowany na cmentarzu parafialnym w Spławiu.

## Nagrody i wyróżnienia
Uhonorowany m.in.:
- Nagrodą Ministra Edukacji Narodowej (trzykrotnie – 1997, 2004, 2015)
- Medalem Komisji Edukacji Narodowej (2006)
- Medalem „Societas Humboldtiana Polonorum” (2007)
- Odznaką honorową „Za Zasługi w Rozwoju Województwa Poznańskiego” (1985)
- Srebrnym oraz Złotym Krzyżem Zasługi